# Gōzoku
Gōzoku (豪族, littéralement « clan de premier plan ») est un terme japonais utilisé pour désigner les familles riches et puissantes. Dans un contexte historique, il fait généralement référence aux clans de samouraïs qui possèdent d'importantes propriétés foncières locales. Certains sont localement presque indépendants et entretiennent des liens étroits avec d'importants bourgeois tels que les riches commerçants. À la différence des samouraïs vassaux des daimyos plus importants, les gozōku peuvent ou non détenir un rang de cour ou servir directement en tant que lige. Ils ont tendance à être financièrement à l'abri et, s'ils dépendent d'un seigneur, moins dépendants de lui pour leur revenu.

## Source de la traduction
- (en) Cet article est partiellement ou en totalité issu de l’article de Wikipédia en anglais intitulé « Gōzoku » (voir la liste des auteurs).